# Team Spirit

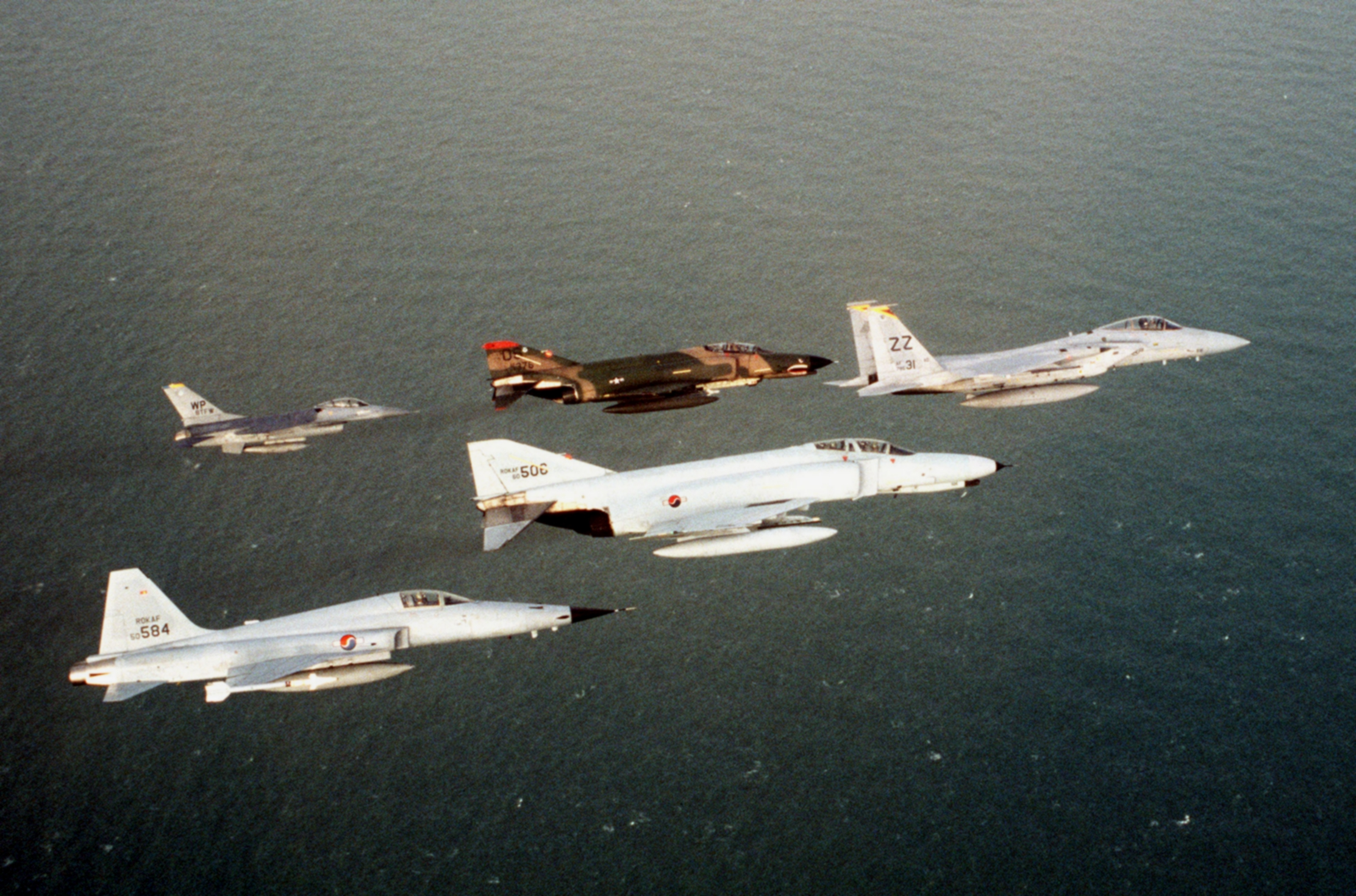
Aviones de combate americanos y surcoreanos volando en formación durante el ejercicio Team Spirit 84

Team Spirit, fue un ejercicio conjunto de entrenamiento militar de las Fuerzas de los Estados Unidos de Corea y el Ejército de Corea del Sur realizado entre 1974 y 1993.
El ejercicio también se programó entre 1994 y 1996, pero se canceló durante este período como parte de los esfuerzos diplomáticos para alentar al Gobierno de Corea del Norte a desactivar el programa de armas nucleares de Corea del Norte. El régimen de Corea del Norte abandonó las conversaciones después de los ejercicios Team Spirit de enero de 1986, y a finales de 1992, Corea del Norte se retiró unilateralmente de las conversaciones de alto nivel entre el Sur y el Norte debido al ejercicio de Team Spirit de 1993.
Hasta 2007, el ejercicio se había denominado "Recepción, puesta en escena, avance e integración de fuerzas" (RSOI). A partir de marzo de 2008, se llama Key Resolve. Corea del Norte ha denunciado el ejercicio militar conjunto como un "juego de guerra dirigido a una invasión hacia el norte".